# 維克托里夫卡 (海尼切斯克區)
46°25′13″N 34°45′37″E / 46.42028°N 34.76028°E
維克托里夫卡（烏克蘭語：Вікторівка）是位於烏克蘭南部的村莊，由赫爾松州海尼切斯克區的海尼切斯克市镇負責管轄。該村始建於1926年，面積17.6平方公里，海拔高度26米，2001年人口237，人口密度每平方公里13.4人。